# Ochthebius merinidicus
Ochthebius merinidicus är en skalbaggsart som beskrevs av Ferro 1985. Ochthebius merinidicus ingår i släktet Ochthebius och familjen vattenbrynsbaggar. Inga underarter finns listade i Catalogue of Life.